# Empogona maputensis
Empogona maputensis är en måreväxtart som först beskrevs av Diane Mary Bridson och A.E.van Wyk, och fick sitt nu gällande namn av James Tosh och Elmar Robbrecht. Empogona maputensis ingår i släktet Empogona och familjen måreväxter. Inga underarter finns listade i Catalogue of Life.